# Demarest (Nueva Jersey)
Demarest es un borough ubicado en el condado de Bergen en el estado estadounidense de Nueva Jersey. En el año 2000 tenía una población de 4.845 habitantes y una densidad poblacional de 903.7 personas por km².

## Geografía
Demarest se encuentra ubicado en las coordenadas 40°57′20″N 73°57′38″O / 40.95556, -73.96056.

## Demografía
Según la Oficina del Censo en 2000 los ingresos medios por hogar en la localidad eran de $103,286 y los ingresos medios por familia eran $113,144. Los hombres tenían unos ingresos medios de $82,597 frente a los $43,750 para las mujeres. La renta per cápita para la localidad era de $51,939. Alrededor del 1.6% de la población estaba por debajo del umbral de pobreza.